# Svenska mästerskapen i längdskidåkning 1922
Svenska mästerskapen i längdskidåkning 1922 arrangerades i Stockholm.

## Medaljörer, resultat

### Herrar
| Gren             | Guld             | Guld           | Silver         | Silver     | Brons         | Brons    |
| 30 km            | Sven Utterström  | I 19 IF, Boden | Algon Stoltz   | Bodens BK  | Viktor Olsson | Luleå SK |
| 60 km            | Per-Erik Hedlund | Särna SK       | Oscar Lindberg | IFK Norsjö | John Nilsson  | Luleå SK |
| Lagtävling 30 km | Luleå SK         | Luleå SK       |                |            |               |          |
| Lagtävling 60 km | IFK Norsjö       | IFK Norsjö     |                |            |               |          |

### Damer
| Gren             | Guld            | Guld          | Silver        | Silver       | Brons         | Brons       |
| 10 km            | Elin Pikkuniemi | IFK Haparanda | Ruth Berglund | Stora skedvi | Frida Jonsson | Bollnäs GIF |
| Lagtävling 10 km | Bollnäs GIF     | Bollnäs GIF   |               |              |               |             |

### Webbkällor
- Svenska Skidförbundet